# Sònia Farré Fidalgo
Sònia Farré Fidalgo (l'Hospitalet de Llobregat, 3 de gener de 1976) és una activista, professora i política catalana; ha estat diputada en la XII legislatura.

## Biografia
Llicenciada en Filologia Catalana amb menció en Filologia Anglesa. Treballa com a professora de català en l'ensenyament secundari a l'Ateneu Instructiu de Sant Joan Despí. Alhora, des de 1989 és monitora voluntària de lleure.

### Trajectòria política i social
S'inicià en la política arran de les mobilitzacions del 15M a Sant Joan Despí, ha format part de la Plataforma Auditoria Ciutadana del Deute i és membre de Procés Constituent. Ha estat una de les impulsores del projecte dels Observatoris Ciutadans Municipals que ha rebut el premi del Memorial per la Pau, de l'Associació Vidal i Llecha.
És membre del moviment Desbordem, integrat a Catalunya en Comú. A les eleccions generals espanyoles de 2016 fou escollida diputada d'En Comú Podem per la circumscripció de Barcelona.

### Articles i publicacions
- Presentació de l'informe sobre “El negocio del rescate”,[3] (2017), Sònia Farré Fidalgo, Sol Trumbo Vila, Miguel Urbán Crespo, Rafa Mayoral
- La auditoría ciudadana permanente,[4] (2016)
- Grecia ni puede ni debe pagar la deuda,[5] (2015), Sònia Farré Fidalgo, Javier Lechón
- El espejismo de la independencia,[6] (2014), Iolanda Fresnillo, Sònia Farré Fidalgo
- La Auditoría es ciudadana… o no es,[7] (2013), por Max Carbonell, Pablo Martínez, Sònia Farré Fidalgo